# Suffolk Punch
El Suffolk Punch también conocido históricamente como Caballo de Suffolk o Sorrel de Suffolk, es una raza de caballo de tiro inglés. La raza toma la primera parte de su nombre del condado de Suffolk en Anglia Oriental y el nombre "Punch" de su sólida apariencia y fuerza. El Suffolk es un caballo pesado de tiro alazán (chestnut en inglés). Los Suffolk Punches son conocidos también por necesitar poco alimento para subsistir y tienden a tener un aire de marcha bastante enérgico, de ahí el nombre de la raza, "punch", puñetazo en inglés.
La raza se desarrolló a principios del siglo XVI y su fenotipo es bastante similar al de sus ancestros. Fue creado para el trabajo en la granja, y se hizo muy popular a comienzos del siglo XX. Sin embargo, a medida que la agricultura fue mecanizándose, su población fue reduciéndose, sobre todo a partir de la segunda mitad de siglo, llegando a estar al borde de la desaparición. Aunque su situación continúa apareciendo como crítica en la Rare Breeds Survival Trust británica y en la American Livestock Breeds Conservancy, dos asociaciones dedicadas a proteger la diversidad animal, el interés por esta raza se ha incrementado en los últimos años y las poblaciones han vuelto a aumentar. Además de su uso como animal de granja, estos caballos son capaces de remolcar artillería y vehículos comerciales y autobuses no motorizados. También se han realizado exportaciones a otros países a fin de mejorar la calidad del ganado equino local.

## Características
El Suffolk Punch por lo general mide entre 1,65 y 1,78 metros de altura en cruz y pesa entre 900 y 1000 kilogramos y su color es siempre alazán. El tono varía desde oscuro a claro pasando por rojo. Los criadores británicos usan diferentes términos para referirse al color de esta raza, entre los que están chocolate oscuro, mate oscuro, rojo y brillante. Las marcas blancas son poco habituales y limitadas a pequeñas zonas de la cara y el inferior de las patas. La escritora sobre caballos Marguerite Henry describió la raza diciendo "Su color es alazán brillante - como una lengua de fuego contra los surcos oscuros del campo, contra las verdes hojas del maíz, contra el amarillo trigo, contra el horizonte azul. Nunca tiene otro color".

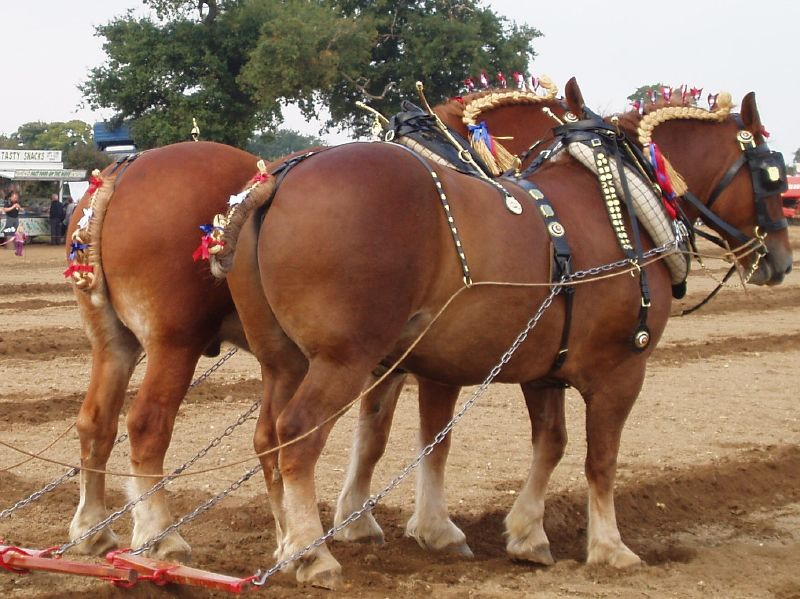
Pareja de Suffolks enjaezados para una demostración de arado.

El Suffolk Punch tiende a ser más bajo, pero muchísimo más robusto que otras razas británicas de caballos de tiro, como el Clydesdale o el Shire, al haber sido desarrollado para el trabajo en lugar del transporte. Posee un cuello poderoso y arqueado, hombros musculosos y bien marcados, lomo corto y ancho y unos cuartos traseros anchos y robustos. Las patas son cortas y fuertes, con articulaciones anchas y cascos bien formados y pocas crines en la zona de los metacarpos y metatarsos.
Su aire de marcha es enérgico, especialmente en el trote. Son caballos que maduran pronto, bastante longevos; necesitan menos alimento para subsistir que otras razas de tamaño y tipo similar. Buenos trabajadores, se dice de ellos que les gusta "tirar de un carro pesadamente cargado hasta caer rendidos".
En el pasado, se criticó al Suffolk por tener los pies muy pequeños, con pezuñas demasiado débiles para su masa corporal. Esto ha sido corregido mediante la introducción en las exhibiciones equinas de categorías que juzgaban la configuración de las pezuñas y la estructura. Esta práctica, única entre las razas equinas, mejoró la raza de tal forma que el Suffolk Punch está considerada hoy en día como una raza de excelente conformación podal.

## Historia
Los cría del Suffolk Punch es la sociedad de cría más antigua de Inglaterra. La primera mención conocida del Suffolk Punch aparece en la obra Britannia de William Camden, publicada en 1586 en la que se describe a un caballo de trabajo de los condados orientales de Inglaterra fácilmente identificable como el Suffolk Puch. Esta descripción convierte a la raza en la más antigua raza de caballos que aún es reconocible de la misma forma hoy en día. Fueron desarrollados en Norfolk y Suffolk en el este de Inglaterra, una zona relativamente aislada. Los granjeros locales crearon al Suffolk para el trabajo en la granja, en la que necesitaban un caballo sano y poderoso, longevo y dócil. Debido a que los granjeros necesitaban sus caballos, apenas había venta de ejemplares al exterior de las granjas, lo que mantuvo los linajes puros y no contaminados.

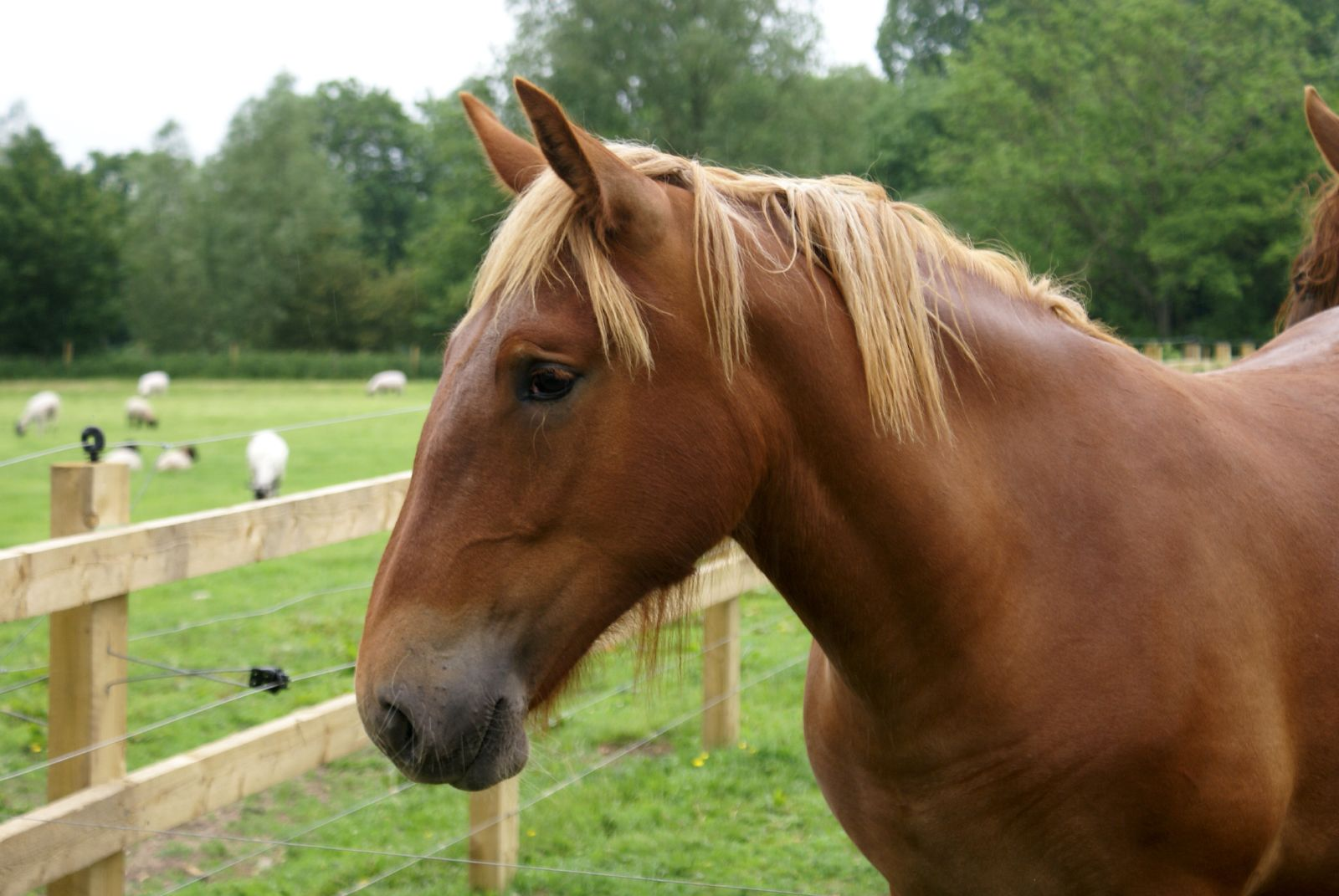
Cabeza de Suffolk Punch.

El progenitor del moderno Suffolk fue un macho de 157 centímetros de altura nacido ceca de Woodbridge (Suffolk) en 1768 y propiedad de Thomas Crisp, de Ufford, en el mismo condado. Por esta época la raza era conocida como Sorrel de Suffolk. Este caballo, que nunca tuvo nombre, fue conocido simplemente como "el caballo de Crisp". Aunque se considera generalmente que este fue el primer caballo de la raza, la realidad es que en la década de los 60 las otras líneas masculinas se habían extinguido, dando lugar a un cuello de botella genético. Otro punto crítico tendría lugar a finales del siglo XVIII.
En 1784, la raza era descrita como "de 152 centímetros de alta, corta y compacta, con patas huesudas, de color frecuentemente alazán claro, gentil, tratable, fuerte" y con "hombros repletos de carne". Durante este proceso, la raza se vio influida por el Norfolk Trotter, el Cob y, más adelante, por el Purasangre. El color uniforme deriva en parte de un pequeño macho trotón llamado Blakes Farmer, nacido en 1760. Otros linajes fueron cruzados en un intento por incrementar el tamaño y la estatura del Suffolk, así como para mejorar los hombros, pero su influencia fue muy escasa y la raza permaneció prácticamente igual. La Suffolk Horse Society (Sociedad del Caballo Suffolk) se fundó en Gran Bretaña en 1877 para promover el Suffolk Punch publicó su primer registro en 1880. En 1865 se realizaron las primeras exportaciones de caballos Suffolk a Canadá. En 1880, los primeros Suffolk llegaron a los Estados Unidos, y en 1888 y 1903 se enviaron más ejemplares para iniciar la cría. Se creó entonces la American Suffolk Horse Association (Asociación del caballo Suffolk americano), que publicó su primer registro en 1907. Para 1908, los Suffolk habían viajado ya a España, Francia, Alemania, Austria, Rusia, Suecia, varios lugares de África, Nueva Zelanda, Australia, Argentina y otros países.
Cuando estalló la Primera Guerra Mundial, el Suffolk Punch se había convertido en un popular caballo de trabajo en las grandes granjas de Anglia Oriental gracias a su buen carácter y excelente ética del trabajo. Conservó su prestigio hasta la Segunda Guerra Mundial cuando la combinación de la mayor necesidad de comida en tiempo de guerra (lo que llevó a muchos caballos al matadero) y la cada vez mayor Mecanización Agrícola que siguió al fin de la guerra, diezmaron las cifras de población. En 1966, tan sólo nueve ejemplares fueron registrados por la Suffolk Horse Society, pero desde entonces se ha experimentado un renacimiento del interés por este caballo y las cifras de población han aumentado de forma continua. En 1988, sin embargo, había solo 80 yeguas de cría en Gran Bretaña, produciendo en torno a los 40 potros al año. En los Estados Unidos, la American Suffolk Horse Association estuvo inactiva desde el final de la guerra hasta mayo de 1961, cuando el mercado de los caballos de trabajo comenzó a despertar.
En la década de los 70 y a comienzos de los años 80, el registro americano autorizó a que el Suffolk fuera cruzado con algunos ejemplares de belga, pero solo las potras resultantes de estos cruces fueron autorizadas para ser inscritas en la American Suffolk Horse Association.
A partir de 2001, no se autorizó la inscripción en la British Association de los caballos criados a partir de linajes americanos, y la raza pasó a ser considerada como la más extraña de Gran Bretaña. Aunque la población ha proseguido su crecimiento, la Rare Breeds Survival Trust del Reino Unido considera su situación como crítica, con entre 800 y 1.200 caballos en Estados Unidos y en torno a 150 en Inglaterra. La American Livestock Breeds Conservancy también califica su situación de crítica. La Suffolk Horse Society registró en 2007 el nacimiento de 36 potros puros y de otros 33 a marzo de 2008.

## Usos
El Suffolk Punch fue usado principalmente para el trabajo en la granja, pero también para el tiro de artillería pesada en tiempos de guerra. Como otros caballos pesados, también eran utilizados para el arrastre de vagones no motorizados y otros vehículos comerciales. Hoy en día se usan para operaciones forestales y otros trabajos, como la publicidad. Además, intervienen en los procesos de cría, cruzándolos con otras razas para conseguir caballos deportivo más pesados para exhibiciones de salto.

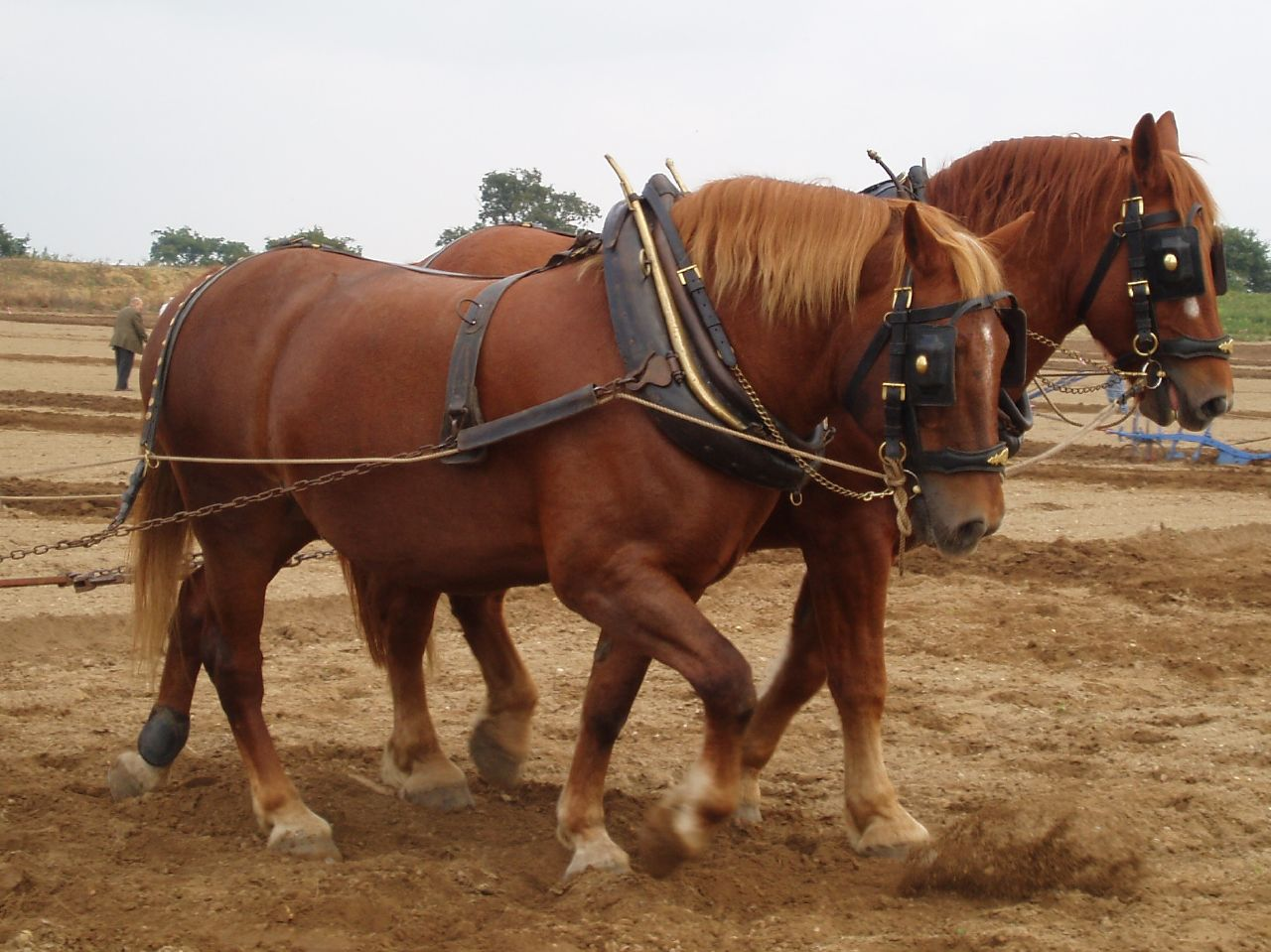
Suffolk Punch arando.

El Suffolk Punch jugó un papel clave en la creación de la raza danesa de Jutlandia. Oppenheimer XXI, un Suffolk Punch importado desde Dinamarca en la década de 1860 por Oppenheimer, un tratante de Hamburgo, fue uno de los machos creadores del Jutland. Oppenheimer se había especializado en vender Suffolk, vendiéndoles en Mecklenburg Stud, de Alemania. A través de su hijo Oldrup Munkedal, el caballo importado por Oppenheimer sería el origen de uno de los linajes más importantes del Jutland. Los Suffolks fueron también exportados a Pakistán durante el siglo XX para tratar de mejorar las razas autóctonas, y han sido cruzadas con caballos pakistaníes y con burros para crear animales de tiro militares y mulas. La raza se ha adaptado bien al clima pakistaní, pese a su gran tamaño, y el programa ha resultado un éxito. También se ha utilizado en la creación del Vladimir Heavy Draft, una raza de tiro creada en la antigua Unión Soviética.